# 世間の男女
『世間の男女』（せけんのだんじょ、英語: The World and His Wife）は、失われた映画とされている、アメリカ合衆国で制作された1920年の映画で、サイレントのドラマ映画としてコスモポリタン映画が制作し、パラマウント映画が配給した。ロバート・G・ヴィグノーラが監督した本作は、1908年にブロードウェイで上演されたチャールズ・フレデリック・ナーディンジャー (Charles Frederic Nirdlinger) 作の同名の戯曲に基づいているが、そのさらに原作は、ホセ・エチェガライ・イ・アイサギレがスペイン語で書いた戯曲『恐ろしき媒 (El Gran Galeoto)』であった。主演は、アルマ・ルーベンス、モンタギュー・ラブ、ペドロ・デ・コルドバに、本作が映画デビューとなったブロードウェイ女優のマーガレット・デイルが務めた。
本作の物語は、後にMGMが1927年の映画『恋人 (Lovers)』として再映画化した。

## キャスト
- モンタギュー・ラブ - ドン・フリアン (Don Julian)
- アルマ・ルーベンス - テオドーラ (Teodora)
- ガストン・グラス（英語版） - エルネスト (Ernesto)
- ペドロ・デ・コルドバ - ドン・セベロ (Don Severo)
- チャールズ・K・ジェラード（英語版） - ドン・アルバレス (Don Alvarez)
- Mrs. Allen Walker - マリー (Marie)
- バイロン・ラッセル（英語版） - ウィッカーシャム大尉 (Captain Wickersham)
- Peter Barbier (Peter Barbierre) - ドン・フリアンの友人 (Don Julian's Friend)
- Leon Gendron（ピエール・ジェンドロン（英語版））- ドン・アルバレスの友人 (Don Alvarez's Friend)
- Vincent Macchia - ドン・アルバレスの友人 (Don Alvarez's Friend)
- James Savold - エルネストの父 (Ernesto's Father)
- マーガレット・デイル - メルセデス (Mercedes)
- Ray Allen - エルネストの母 (Ernesto's Mother)